# Miś Paddington (serial animowany 1975)
Miś Paddington (ang. Paddington Bear, 1975–1986) – brytyjski serial animowany, który powstał na podstawie serii książek o misiu Paddingtonie autora Michaela Bonda. Dawniej był emitowany na kanale Polsat i TVP1.
Serial wykonany został w technice animacji poklatkowej, w której postać Paddingtona była lalką przestrzenną, podczas gdy pozostałe postacie zostały wycięte z papieru.

## Opis fabuły
Serial opowiada o przygodach niesfornego misia Paddingtona. Całkiem przypadkiem trafił do Londynu i tam zaczął nowe życie.

## Wersja polska
Opracowanie wersji polskiej: Telewizyjne Studia Dźwięku w Warszawie 

Reżyseria: Dorota Kawęcka 

Dialogi: Dorota Dziadkiewicz-Brewińska na podstawie tłumaczenia Krzysztofa Żukowskiego 

Dźwięk: Wiesław Jurgała 

Montaż: Danuta Rejewska 

Kierownik produkcji: Ewa Garczyńska 

Opowiadał: Włodzimierz Bednarski

## Spis odcinków
1. Please Look After This Bear
2. A Bear in Hot Water
3. Paddington Goes Underground
4. A Shopping Expedition
5. Paddington and the Old Master
6. A Spot of Decorating
7. Rodzinne zdjęcie / A Family Group
8. Paddington na licytacji / Paddington Makes a Bid
9. Zrób to sam / Do-It-Yourself
10. Sztuczka ze znikaniem / A Disappearing Trick
11. Something Nasty in the Kitchen
12. Trouble at the Launderette
13. Paddington and the Christmas Shopping
14. Niełatwo być fryzjerem / Too Much Off the Top
15. Wizyta u dentysty / A Visit to the Dentist
16. Paddington sprząta / Paddington Cleans Up
17. Kłopoty pod numerem 32 / Trouble at No.32
18. Pan Curry w saunie / Mr. Curry Takes a Bath
19. Paddington detektywem / Paddington Turns Detective
20. Zamarznięte rury / Paddington and the Cold Snap
21. W muzeum figur woskowych / Trouble at the Wax Works
22. Paddington Makes a Clean Sweep
23. A Sticky Time
24. Paddington's Christmas
25. Paddington Hits the Jackpot
26. Paddington Hits Out
27. A Visit to the Hospital
28. Paddington Recommended
29. Fortune Telling
30. An Unexpected Party
31. Paddington in Court
32. Paddington Bakes a Cake
33. A Picnic on the River
34. Paddington's Patch
35. In and Out of Trouble
36. Paddington at the Tower
37. A Visit to the Bank
38. Paddington Clears the Coach
39. Picture Trouble
40. Paddington in the Hot Seat
41. Paddington Weighs In
42. Paddington Takes a Snip
43. A Visit to the Theatre
44. Paddington Buys a Share
45. Trouble in the Bargain Basement
46. Paddington in Touch
47. Comings and Goings at No.32
48. Paddington Dines Out

### Odcinki specjalne
1. Paddington Goes To The Movies
2. Paddington Goes to School
3. Paddington’s Birthday Bonanza